# Санкт-Петербургский планетарий
Санкт-Петербу́ргский планета́рий — планетарий в Санкт-Петербурге. Находится в историческом центре Санкт-Петербурга, в Петроградском районе, рядом с Кронверкским каналом в Александровском парке.

## История и описание
Ленинградский планетарий занимает часть здания бывшего Народного дома — тот корпус, где до революции располагался зал для увеселений и чтений (т. н. «Железный зал»). Здание было построено в 1898—1900 годах по инициативе принца А. П. Ольденбургского архитектором Г. И. Люцедарским. В 1910—1912 годах по проекту Люцедарского здание было расширено — построена Народная аудитория с оперным залом. В настоящее время этот корпус занимает Мюзик-Холл.
Планетарий был открыт в здании 4 ноября 1959 года и стал третьим планетарием в СССР после Московского и Волгоградского.
В планетарии работают 7 стационарных залов (Звёздный зал, небольшая астрономическая Обсерватория, зал «Космическое путешествие», зал «Планетка», Лаборатория Занимательных Опытов (ЛЗО), зал Кругозор, зал Занимательных иллюзий) и 1 передвижной зал (Мобильный Петербургский Планетарий). Директор планетария — М. А. Белов.

## Звёздный зал
Звёздный зал петербургского планетария входит в число крупнейших в России.
Купол зала, диаметром 25 метров и высотой 15 метров, спроектирован так, что его не видно с внешней стороны здания. Диаметр зала: 23,5 метра, высота: 14,5 метра.
В зале расположен аппарат «Планетарий».
Наряду с программами-лекциями по астрономии и космонавтике в этом зале регулярно проходят научные встречи, конференции, семинары с космонавтами и учеными.
Видеоряд проецируется на весь купол с помощью системы проекторов.

## Обсерватория
Астрономическая обсерватория петербургского планетария предназначена для наблюдения небесных объектов с помощью нескольких телескопов.
Купол башни имеет диаметр: 5,25 метра и высоту: 5 метров.
В обсерватории установлены телескопы:
- Зеркально-линзовый телескоп Meade LX-200, с диаметром зеркала 250 мм, с увеличением от 40 до 500 раз позволяет увидеть звёзды до 12-й звёздной величины, звёздные скопления, двойные и кратные звёзды, туманности, галактики, Луну и планеты.
- Телескоп-рефрактор SkyWatcher StarTravel с диаметром объектива 80 мм, компактный телескоп для выездных наблюдений.
- Телескоп-рефлектор SkyWatcher с диаметром зеркала 114 мм и увеличением до 200 крат, предназначенный для наблюдения планет и объектов глубокого космоса.
- Coronado P.S.T. – хромосферный телескоп с фильтром Н-альфа и увеличением до 80 раз, позволяющий увидеть хромосферу Солнца, гранулы, протуберанцы, волокна, флоккулы и вспышки.

Планетарий регулярно проводит наблюдения важных астрономических явлений. В обсерватории также есть зал виртуальных наблюдений, где проходят предварительные беседы перед наблюдениями.

## Зал «Планетка»
Зал «Планетка» Петербургского Планетария — небольшой зал, оборудованный круговой панорамой.
В этом зале проводятся учебные занятия по астрономии, краеведению, географии, природоведению и т. п.

## Лаборатория занимательных опытов
Лаборатория занимательных опытов петербургского планетария создана на принципах Дома занимательной науки, организованного в 1935 году в Ленинграде по инициативе и при участии Я. И. Перельмана.
В экспозиции Лаборатории более 200 опытов по оптике, электричеству, механике.
Здесь можно увидеть маятник Фуко, наглядно иллюстрирующий вращение Земли. Длина нити маятника Фуко в планетарии около 8 метров.

## Зал «Космическое путешествие»
В зале «Космическое путешествие» петербургского планетария посетители принимают участие в научно-развлекательных, интерактивных программах.

## Мобильный петербургский планетарий
Мобильный петербургский планетарий — это передвижная конструкция. Диаметр купола 6 метров, высота 4,2 метра, вместимость около 30 человек.
Большинство программ петербургского планетария адаптировано под мобильный планетарий. С помощью этой конструкции сотрудники петербургского планетария ведут лекции по астрономии и космонавтике в школах и на тематических научно-популярных мероприятиях.